# Cornel Pelmuș
Cornel Pelmuș (n. 11 septembrie 1933, București, România – d. 24 noiembrie 2017) a fost un scrimer olimpic român, specializat pe sabie.
A fost crescut de antrenorul Angelo Pellegrini la sabia și la floreta la Clubul bancar „Progresul”. A luat parte la proba de sabie pe echipe la Jocurile Olimpice de vară din 1960 de la Roma, unde lotul României a fost eliminat în turul al 3-lea. A fost campion național la individual de trei ori la rând în 1957, 1958 și 1959.
După ce s-a retras, a devenit antrenor la cluburi sportive școlare din București unde a pregătit-o pe Viorica Țurcanu, printre altele. Apoi a devenit profesor de cultură fizică medicală la Spitalul Clinic de Urgență București.